# Thỏ đuôi bông núi
Thỏ đuôi bông núi hay Thỏ đuôi bông Nuttall (tên khoa học Sylvilagus nuttallii) là một loài động vật có vú trong họ Leporidae. Nó được tìm thấy ở Canada và Mỹ. Loài này được Bachman mô tả năm 1837.

## Phạm vi
Loài này bị giới hạn trong các khu vực núi của Bắc Mỹ. Nó dao động từ trên phía nam biên giới Canada tới Arizona và New Mexico, và từ chân triền núi phía đông của dãy núi Rocky và phía tây đến sườn phía đông của Cascade-Sierra Nevada Range.

## Hành vi
Hầu hết các hoạt động của những chúng là buổi sáng sớm và chiều tối. Chúng không phải là loài xã hội và dùng hầu hết thời gian thực hiện hành vi phi xã hội. Các hành vi xã hội phổ biến nhất là nhìn thấy trong hành động sinh sản hay tán tỉnh. Hơn 50% thời gian của thỏ đuôi bông núi được dùng cho việc ăn.